# 方背鳞虫
方背鳞虫（学名：Lepidonotus squamatus）为多鳞虫科背鳞虫属的动物。分布于大西洋、地中海、伯伦兹海、白海、美国、太平洋白令海、日本、朝鲜海峡，包括黄海、东海等海域。